# Большезингереево
Большезингереево (баш. Оло Зиңгәрәй) — село в Ермекеевском районе Республики Башкортостан Российской Федерации. Входит в состав Нижнеулу-Елгинского сельсовета.

## География

### Географическое положение
Расстояние до:
- районного центра (Ермекеево): 10 км,
- центра сельсовета (Нижнеулу-Елга): 6 км,
- ближайшей ж/д станции (Приютово): 31 км.

## Население
| 2002 | 2009 | 2010 |
| ---- | ---- | ---- |
| 197  | ↗201 | ↘188 |

Национальный состав
Согласно переписи 2002 года, преобладающая национальность — чуваши (85 %).